# Hamza Heriat
Hamza Heriat (sinh ngày 6 tháng 9 năm 1987 ở Biskra) là một cầu thủ bóng đá người Algérie. Hiện tại anh thi đấu cho MC Oran ở Giải bóng đá hạng nhất quốc gia Algérie.

## Sự nghiệp câu lạc bộ
Heriat khởi đầu sự nghiệp cùng với US Biskra. Vào mùa hè năm 2010, Heriat nhận lời mời từ nhiều câu lạc bộ bao gồm USM Alger, ES Sétif, USM El Harrach và USM Blida Ngày 17 tháng 6 năm 2010, anh chọn gia nhập USM Alger và ký bản hợp đồng 2 năm với câu lạc bộ., now he play cùng với MC Oran.